# Fascia spermatica externa
Die Fascia spermatica externa ist eine Bindegewebshülle (Faszie), welche am Leistenring aus der äußeren Bauchfaszie (Fascia abdominis superficialis) hervorgeht. Sie umgibt den Samenstrang und den Hoden. Sie liegt unter der Tunica dartos und gehört als Schicht des Hodensacks zu den ‚Hodenhüllen‘. An der Fascia spermatica externa liegt der Musculus cremaster, unter ihr die Fascia spermatica interna.